# Gillfjärden
Gillfjärden är en sjö i Norrtälje kommun i Uppland och ingår i Broströmmens huvudavrinningsområde. Tidigare namnform är enligt källor från 1500-talet Gislefierd. Sjön är 12,4 meter djup, har en yta på 0,863 kvadratkilometer och är belägen 0,1 meter över havet. Sjön avvattnas av vattendraget Broströmmen. Vid provfiske har bland annat abborre, björkna, braxen och gers fångats i sjön.

## Delavrinningsområde
Gillfjärden ingår i det delavrinningsområde (663218-166650) som SMHI kallar för Mynnar i havet. Medelhöjden är 14 meter över havet och ytan är 15,44 kvadratkilometer. Räknas de 17 avrinningsområdena uppströms in blir den ackumulerade arean 226,61 kvadratkilometer. Avrinningsområdets utflöde Broströmmen mynnar i havet. Avrinningsområdet består mestadels av skog (50 procent), öppen mark (14 procent) och jordbruk (28 procent). Avrinningsområdet har 0,85 kvadratkilometer vattenytor vilket ger det en sjöprocent på 5,5 procent. Bebyggelsen i området täcker en yta av 0,14 kvadratkilometer eller 1 procent av avrinningsområdet.

## Fisk
Vid provfiske har följande fisk fångats i sjön:
- Abborre
- Björkna
- Braxen
- Gärs
- Gädda
- Löja
- Mört
- Sarv
- Sutare